# Nonnus (biskup Edessy)
Nonnus, rzekomy biskup Edessy (zm. w V wieku) – czczony jako święty, błędnie utożsamiany z biskupem syryjskiego miasta Edessa.
Znany jest z Żywota św. Pelagii, zwanej Pelagią Pokutnicą.
Jego wspomnienie liturgiczne obchodzono 2 grudnia za Baroniuszem.